# Kundl
Kundl è un comune austriaco di 4 202 abitanti nel distretto di Kufstein, in Tirolo; ha lo status di comune mercato (Marktgemeinde).